# U.S.A. (小説)
『U.S.A.』（ユーエスエー）は、アメリカ合衆国の作家ジョン・ドス・パソスによる三部作の小説である。「北緯四十二度線」（The 42nd Parallel）が1930年、「一九一九年」（1919）が1932年、「ビッグ・マネー（大金とも訳される）」The Big Money）が1936年に出版された。1938年1月に初めて「U.S.A.」という題名で、3作がまとめて刊行された。
「U.S.A.」三部作では実験的な手法が用いられ、四つの物語、即ち、12人の登場人物の人生を伝える「物語」、新聞記事の切り抜きや歌詞のコラージュによる節「ニューズリール」、ウッドロウ・ウィルソンやヘンリー・フォードなどの当時の著名人の短い「伝記」、自伝体の流れの断片の節「カメラ・アイ」の、四つの流れにより構成されている。また、「U.S.A.」三部作は、20世紀の最初の30年間におけるアメリカ社会の歴史的発展を主題としており、1998年には出版社ランダムハウスのModern Libraryが主催する「20世紀の英語小説ベスト100」で、23位に位置付けられた。

## 四つの物語
- 「U.S.A.」三部作は、20世紀初頭のアメリカ社会で居場所を見つけるのに苦労していた、12人の登場人物の生活に関連している。各登場人物は、その子供時代から間接話法によって読者に提示される。背景が描かれない幾つかの登場人物は、各登場人物の間の橋渡しのような役割を持つ。
- 「カメラ・アイ」の節は「意識の流れ」によって書かれており、子供時代から政治的な作家に至るまでのドス・パソス自身の発展を辿る、自伝的な芸術家小説でもある。ドス・パソスがサッコとヴァンゼッティの処刑について述べる「カメラ・アイ」第50節には、「U.S.A.」三部作の内最も有名な文章が含まれている。「よし、アメリカは二つの国民だ（"all right we are two nations."）」。
- 「ニューズリール」の節は、「北緯四十二度線」では「シカゴ・トリビューン」、「一九一九年」と「ビッグ・マネー」では「ニューヨーク・ワールド」の、見出しと記事の断片、及び人気曲の歌詞で構成される。サッコとヴァンゼッティの評決が発表される「カメラ・アイ」第50節に先行する「ニューズリール」第66節には、「インターナショナル」の歌詞が含まれている。
- 「伝記」の節は、歴史上の人物の説明である。 これらの伝記の中で最も頻繁に語られているのは「アメリカ人の遺体」であり、これは第一次世界大戦で殺された無名の兵士の物語であり、「一九一九年」を締めくくる。

これらの物語間の分離は、主題別というよりも寧ろ文体的なものである。一部の批評家は、「ビッグ・マネー」に登場する架空の人物、メアリー・フレンチと、ジャーナリストであるメアリー・ヒートン・フォースの関係を指摘し、架空の人物と伝記の厳密な分離を疑問視している。新聞記事からの首尾一貫した引用もしばしば伝記に織り込まれ、それらと「ニューズリール」の厳密な分離に疑問を投げ掛けている。
三部作の断片化された物語の構成は、後に英国のSF小説家ジョン・ブラナーの作品に影響を与えた。また、ジャン＝ポール・サルトルの三部作「自由への道」にも影響を与えた。

## 登場人物
- マック（フィーニアン・マックリーリー） - 放浪する印刷工、電車に乗る新聞記者、そして働く男性のための十字軍兵士。
- ジェイン・ウィリアムズ - ワシントンD.C.の若い速記者（モーアハウスのアシスタント）。
- エレノア・ストッダード - 冷たく高慢な、若い出世狙いの野心家。
- Ｊ・ウォード・モーアハウス - 口達者で悪辣なマーケティング担当者。
- チャーリー・アンダソン - 騙されやすく、性格の良い整備工、撃墜王。
- ジョー・ウィリアムズ - ジェイニー・ウィリアムズの兄弟。
- リチャード・エルズワース・サヴェジ - ハーバード大学卒業生、モーアハウスの従業員。
- 娘（アン・エリザベス・トレント） - 元気いっぱいのテキサス美人、篤志看護婦。
- イーヴリン・ハッチンス - 芸術家兼室内装飾家、エレノア・ストッダードの弟子。
- ベン・コンプトン - 法律学生であり労働運動家、革命家。
- メアリー・フレンチ - ジャーナリスト、労働活動家。
- マーゴー・ダウリング - 甘美で野心的で自由な、若いハリウッド女優。

ドス・パソスは、第一次世界大戦前、戦中、戦後の登場人物の日常の状況を、それらを動かす社会的および経済的な力に特に注意を払って描いている。無慈悲で「ビッグ・マネー」を追求するキャラクターは成功するが、同時に成功によって非人間化される。他の人々は破壊され、資本主義に押し潰され、踏み付けられる。ドス・パソスは、成功する上向きの機動性のある登場人物にはあまり同情を示さないが、資本主義社会の犠牲者には常に同情している。彼は、自分自身で安定した生活を送ろうとしたり、何らかの意味で落ち着こうとするとき、勝者と敗者が共に直面する困難を探った。

## 翻案
本作品は、ラジオ番組や演劇制作などの目的で何度も翻案されている。[ポール・シャイヤーは、ドス・パソスと協力して「劇的なレビュー（A Dramatic Revue）」を作成した。1968年にハワード・サックラーは、Caedmon Booksでオーディオ化し、好評を博した。

## 分析
マイク・ゴールドは、「北緯四十二度線」と「一九一九年」に関する同時代の解説で、彼の初期の小説「マンハッタン乗換駅」でドス・パソスの技巧の拡張としての資質を指摘し、これらの小説を「最初の集合小説」と説明した。スタンリー・コーキンは、小説の特定の歴史的時期に関するヘーゲル・マルクス主義の文脈で、特に「北緯四十二度線」を非難した。アーノルド・ゴールドマンは、20世紀アメリカのドス・パソスの三部作における「漸進的権利剥奪」について述べている。ジャスティン・エドワーズは「ビッグ・マネー」での、映画の技巧の使用について議論している。ドナルド・ピザーは、「ビッグ・マネー」の「力、強い力に対する言葉だけ（only words against POWER SUPERPOWER）」の一節について詳しく説明している。ジャネット・ギャリガニ・ケイシーは、ドス・パソスの3部作における女性キャラクターの成長の扱いと発達を分析した。ステファン・ロックは、「カメラ・アイ」の使用の背後にある映画のアイデアについて調査した。
三杉圭子は、「一九一九年」で、ドス・パソスがセオドア・ローズヴェルトの戦争に対するロマンティシズムを誇張して描き、米西戦争に於ける好戦的愛国主義者であるローズヴェルトと第一次世界大戦に於ける語り手の体験を並置していること、更に「アメリカ人の遺体」と題して無名戦士の伝記を書くことで、戦争をめぐるロマンティズムを徹底的に糾弾していると分析している。
仁木勝治は、「カメラ・アイ」「ニューズリール」の挿入を「厖大なアメリカ社会の複合構成体を、我々自身という生きた人間、読者の脳裏において再生させるため」ためには「極めて印象的で、効果的な手法」と評価している。また、多くの人物が幾度となく姿を現しては消えてゆくことに着目し、登場人物は内面的な生命を有しておらず、生命を有しているのは社会のほうとなっていて、『U.S.A.』を「無感覚で、機械的な人物の行動によって組み立てられた複合体」であると述べている。

## 英語版
ドス・パソスは本作を三部作として刊行した際、前年の11月に出版された「北緯四十二度線」のModern Library版へ、新たに「U.S.A.」という題のプロローグを追加した。同じ文章がHarcourt Braceによって「U.S.A.」三部作に使用された:1254。ホートン・ミフリン・ハーコートは、1946年に2つの箱入り3巻セットを発行し:1256、レジナルド・マーシュの彩色見返しと絵を掲載した。最初の絵入り版は365部に限定され、その内350部は、ドス・パソスとマーシュの両方が、革と面取り表紙を使用した豪華な装幀の本に署名した。より大きな1946年の貿易問題の際はなめし革で装幀され、三部作の題名「U.S.A.」が、背表紙と表紙の青い長方形の上に赤で印刷された。絵入り版は、ドス・パソスの生誕から100年後の1996年にライブラリー・オブ・アメリカ版が登場するまで、様々な装幀で再版された。

## 日本語訳
並河亮訳のみ全三部の完訳で、日本語訳版は現在全て絶版である。
- 早坂二郎訳「北緯四十二度線！」（新潮社、1931年）
- 並河亮訳（改造社、のち新潮文庫）

「北緯四十二度線」（1950年）、「四十二度線（上下）」（1957年）
「一九一九年」（1950年）、「一九一九年（上下）」（1957-58年）
「ビッグ・マネー」（1951年）、「大金（上下）」（1958-59年）
- 尾上政次訳「北緯四十二度線」（『三笠版現代世界文学全集 第18巻』三笠書房 1955年／『世界文学大系87』筑摩書房、1963年）
- 渡辺利雄、平野信行、島田太郎訳「北緯四十二度線」（岩波文庫（上下）、1977-78年）